# ماكسيم بويه
ماكسيم بويه (بالفرنسية: Maxime Bouet) ولد بتاريخ 3 نوفمبر 1986 في بيلي، فرنسا، هو دراج فرنسي في صنف سباق الدراجات على الطريق.

## سجل النتائج

### المراكز
- حقق المركز الـ 10 في طواف عمان 2013

## روابط خارجية
- ماكسيم بويه على موقع الاتحاد الدولي للدراجات (الإنجليزية)
- ماكسيم بويه على موقع أرشيف الدراجات (الإنجليزية)
- ماكسيم بويه على موقع إحصائيات الدراجات الإحترافية (الإنجليزية)
- ماكسيم بويه على موقع نسبة الدراجات (الإنجليزية)
- ماكسيم بويه على موقع CycleBase (الإنجليزية)
- ماكسيم بويه على موقع اللجنة الأولمبية الفرنسية (مؤرشف) (الفرنسية)